# La Boisserie
La Boisserie antiga residència personal del general de Gaulle a Colombey-les-Deux-Églises a l'Alt Marne, és un museu obert als visitants des de 1980, el propietari del qual és el seu fill, l'almirall Philippe de Gaulle.
A De Gaulle li agrada venir a descansar en el que considera la seva veritable i única llar, sobretot durant la seva "travessada pel desert" política. Escriu per exemple: “Enyoro Colombey. No em veig vivint en cap altre lloc". S'hi refugia per prendre decisions importants, en calma i solitud. Fins i tot quan va ser elegit president de la República Francesa, inicialment es va negar a quedar-se a l'Elisi, en contra del protocol. Va acabar vivint al palau presidencial però va continuar passant molt de temps i cada dos caps de setmana amb la seva família a Colombey. El 1969, de Gaulle va dimitir i es va retirar a casa seva amb la seva dona. Allà va morir el 9 de novembre de 1970.
Yvonne de Gaulle va viure a La Boisserie fins al 1978, quan la va deixar definitivament cap a París, on va ingressar a la residència de jubilats de les Germanes de la Immaculada Concepció. Va morir un any després a l'hospital Val-de-Grâce, als 79 anys, el 8 de novembre de 1979, un dia abans del 9è aniversari de la mort del seu marit.
La casa i el seu parc, inclosa la tanca que dona al carrer, estan catalogats com a monuments històrics per un decret de 6 de setembre de 2004.
La residència va rebre el títol de Maisons des Illustres l'any 2011.